# Urretxu
Urretxu község Spanyolországban, Gipuzkoa tartományban. Urretxu Zumarraga, Legazpi és Antzuola községekkel határos. Lakosainak száma 6765 fő (2024).

## Népesség
A település népessége az utóbbi években az alábbiak szerint változott:
| Lakosok száma | 910  | 1030 | 1727 | 6031 | 6340 | 6665 | 6761 | 6890 | 6782 | 6765 |
|               | 1857 | 1897 | 1930 | 1966 | 1988 | 2003 | 2007 | 2014 | 2020 | 2024 |